# قصر إيش
قصر إيش هو قصرٌ (قريةٌ محصنة) في المغرب، يقعُ في منطقة الجهة الشرقية.